# こんにちよ〜!原田伸郎です
こんにちよ〜！原田伸郎です（-はらだのぶろう-）は、ラジオ関西で2007年4月8日から2010年3月28日まで放送されたラジオ番組である。
「こんにちよ〜」とは、「こんにちは」と「にちよう」の合成語。放送日・時間に由来する。

## 概要
2007年（平成19年）4月8日放送開始。放送時間は毎週日曜日の10:00-13:00(JST)。同時間枠の前番組は「DO YOU SUNDAY」である。
2010年（平成22年）3月28日に最終回を迎えた。同時間枠の後番組は「CRKミュージックアワー♪めざせ!サンキング」。

## 出演者
- 原田伸郎

メインパーソナリティー。
- 遠藤のぶこ

初代アシスタント。放送開始から2009年（平成21年）3月29日まで。
- 芳賀友美

2代目アシスタント。2009年4月5日から放送終了まで。
- ビタミンS

中継コーナー「まいどおおきに日清食品です」担当。
- 村上三奈

2009年4月からの月1ゲストであるが、1カ月近くの間カナダに留学しており、2009年8月23日(10:00-12:00)に久々の出演となった。

## タイムテーブル
- 10:02 オープニング（今日のメニュー、番組へのリクエスト・メッセージ募集など）
- 10:06 のぶりんの一週間（のぶりんの近況・今後の予定など）
- 10:20 こんにちよ〜ミュージック（提供:文明堂）
- 10:40 のぶりんの「芸能あれこれ」（芸能レポーターの駒井千佳子または井上公造に電話で情報を聞く予定）
- 11:00 ラジオ関西ニュース
- 11:04 のぶりんの「おもしろ神戸楽・ひょうご楽」
- 11:13 のぶりんのこんにちよ〜！日曜街角情報（提供:兵庫県国民年金基金）
- 11:22 のぶりんの「あなたに代わって・・・・」（提供:点天）
- 11:27 のぶりんの「ゴルフ講座」
- 12:07 は〜とふるふぁんどリクエスト（提供:兵庫県遊技業協同組合）
- 12:17 社長クイズ「対決！のぶりん対のぶこ」
- 12:27 大人のドライブミュージック（提供:兵庫トヨタ）
- 12:40 まいどおおきに日清食品です。（出演:ビタミンS）
- 12:45 リスナーからのメッセージを紹介
- 12:54 エンディング

（番組ホームページのタイムテーブルとラジオ関西発行のタイムテーブルを元に総合して作成。）

## 備考
- 2009年8月23日の12:00-13:00、「日清チキンラーメンバースデースペシャル」として、コープデイズ神戸北町より公開生放送を行った。原田と芳賀の他に、ビタミンS、花*花がゲストとして登場した。このため当日の10:00-12:00の放送は、番組内では触れられていないが事前収録を行っていた。